# Fyr

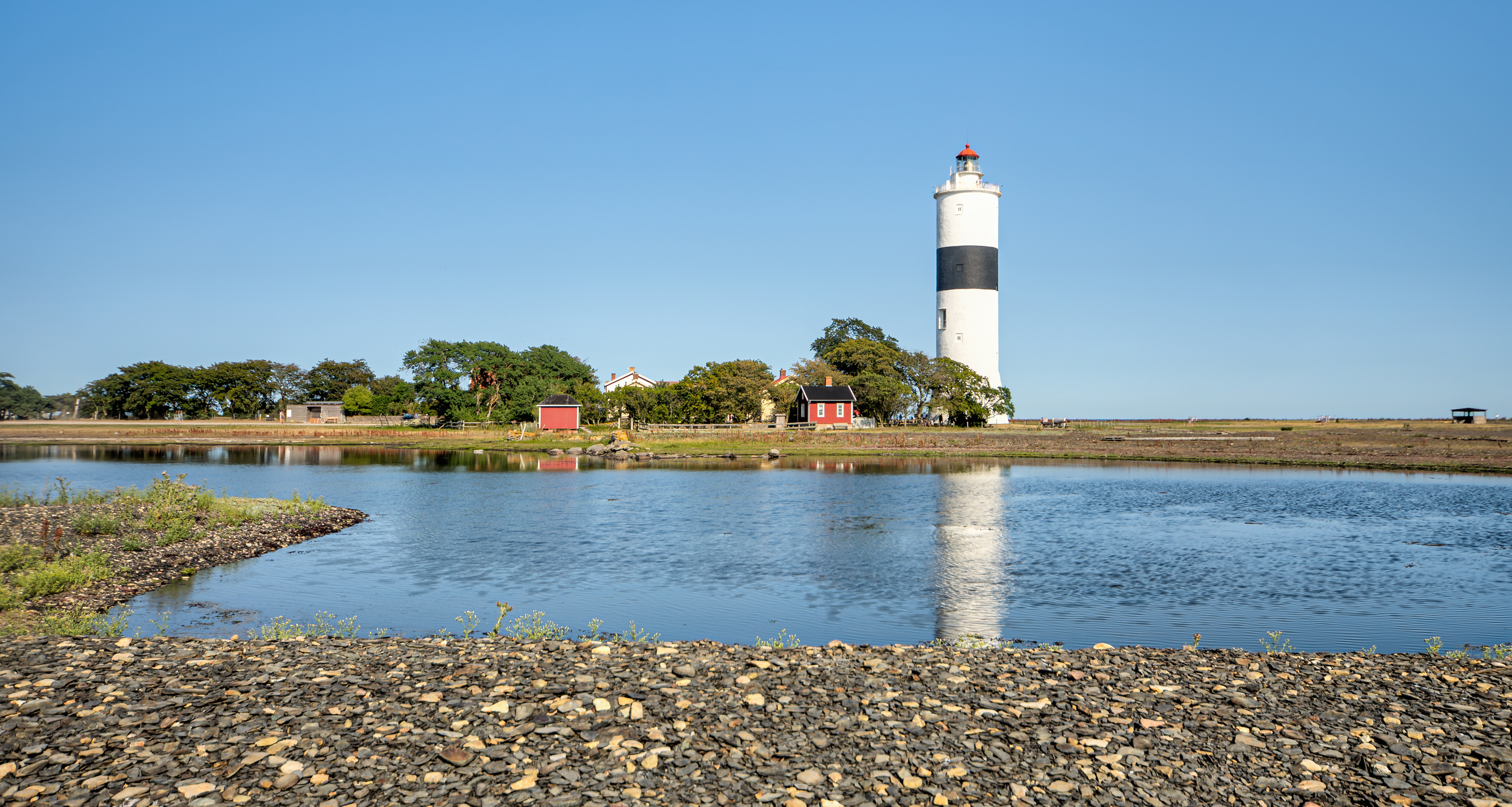
Långe Jan på Ölands södra udde är Sveriges högsta fyr med sina 41,6 m och har en lysvidd på 22,5 nautiska mil.

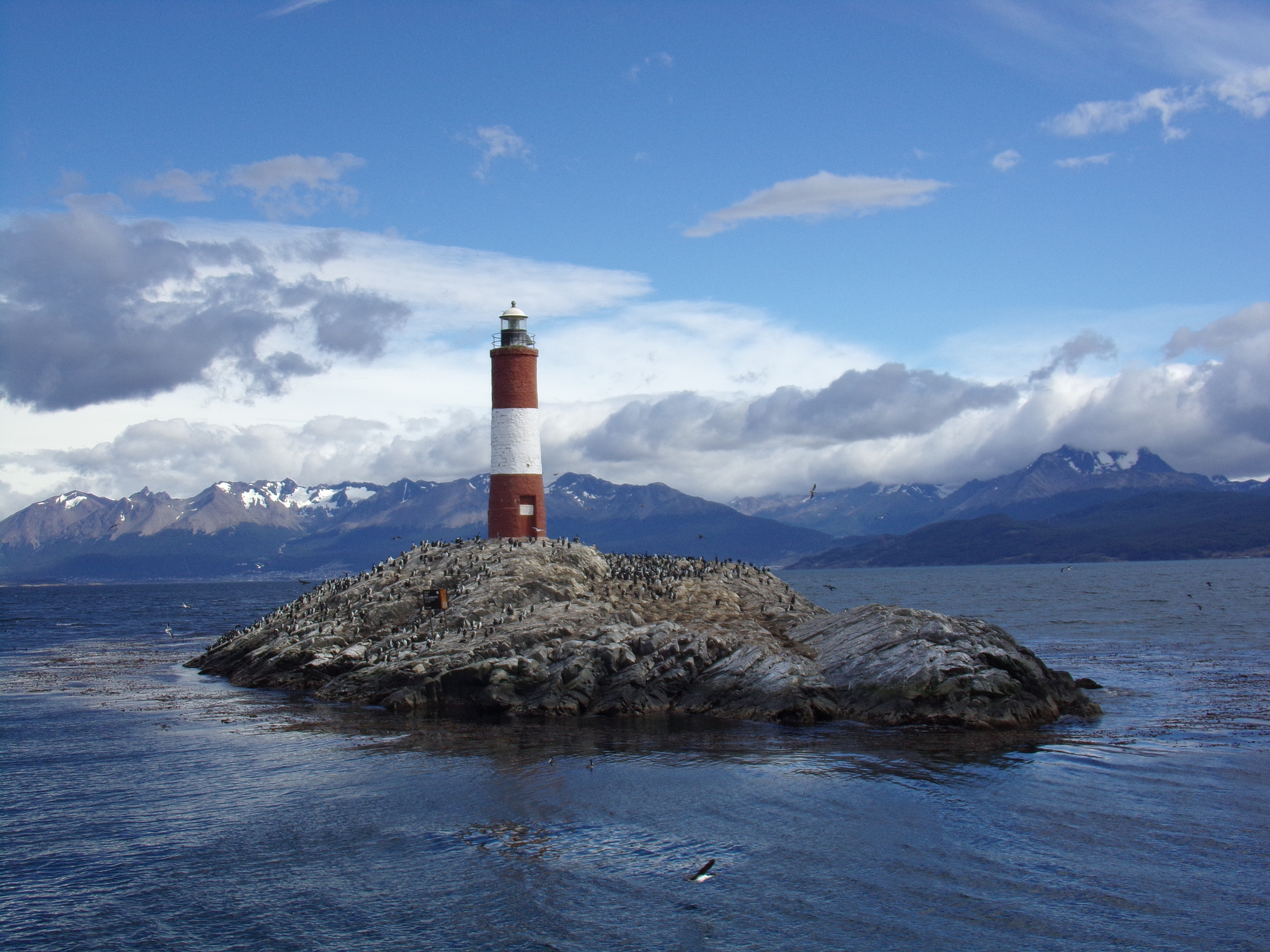
Fyr i slutet av världen i Ushuaia, Argentina

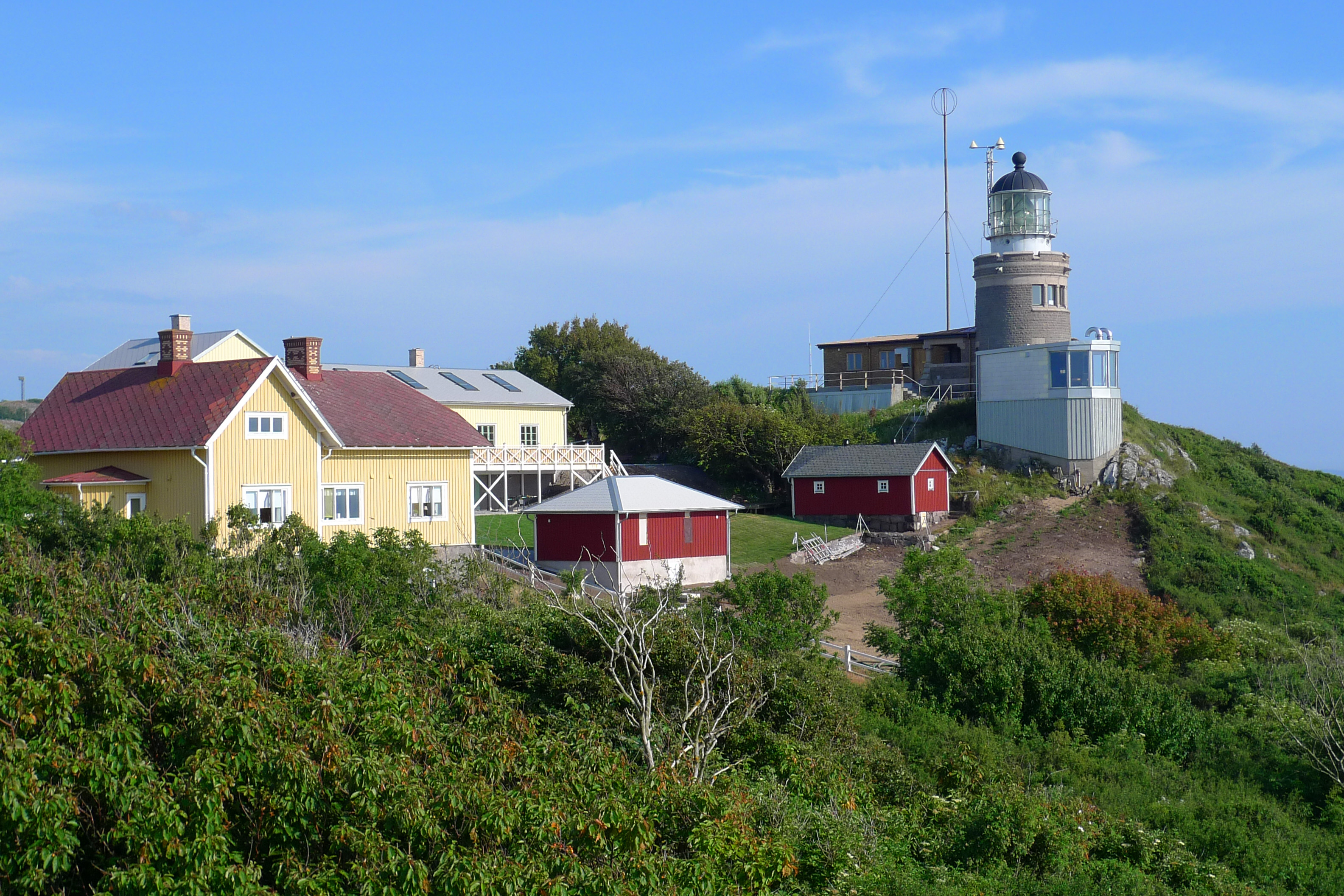
Kullens fyr på Kullaberg är Sveriges högst belägna och ljusstarkaste fyr med 4,2 miljoner candela och en lysvidd på 27,5 nautiska mil.

En fyr eller fyrbåk är ett sjömärke konstruerat för att nattetid sprida ljus eller andra signaler för sjöfarten, som varning vid grund eller som hjälp att kontrollera geografisk position. Olika typer av fyrar har olika syften.
Under flygets tidiga historia användes flygfyrar för optisk markering av luftleder. Radiofyrar används fortfarande också av flygplan.
Den kanske mest berömda fyren genom historien är fyren i Alexandria, som var byggd på ön Faros i gamla Egypten. Namnet på ön används fortfarande som beteckning för fyr i några språk, till exempel franska phare, italienska faro (vilket också har betydelsen "strålkastare" i en bil), spanska faro, portugisiska farol och grekiska φάρος (faros).
Farologi är namnet på läran om fyrar.

## Fyrens syfte
En fyr är byggd för att genom sitt utseende dagtid och sitt ljussken nattetid ge vägledning för fartyg som går nära kusterna och i farleder samt varna för farliga ställen i farvattnet. Det finns fem huvudtyper av fyrar:
1. Angöringsfyrar eller kustfyrar, har som uppgift att vägleda fartyg som närmar sig kusten eller seglar i större farleder utanför kusterna. Man vill att fyrens ljus skall ha en stor räckvidd och därför är de ljusstarka. Fyren placeras normalt högt över vattenytan och fyrbyggnaden får oftast formen av ett torn.
2. Ledfyrar vägleder den landnära sjöfarten i skärgårdar, hamnar och kanaler. De är ljussvagare än de förra. En ledfyr kan vara sektorfyr, ensfyr eller en kombination av dessa.
3. Hamnfyrar underlättar vid insegling i hamnar.
4. Varningsfyrar varnar för till exempel undervattenskablar och ledningar.
5. Fiskefyrar återfinns vid fiskelägen för att vägleda hemvändande båtar.

Fyrens konstruktion och funktion och egenskaper är beroende av fyrens syfte. Under normala siktförhållande dagtid är fyren synlig som ett sjömärke och har målats i ett för dessa igenkännande färg.

## Historia

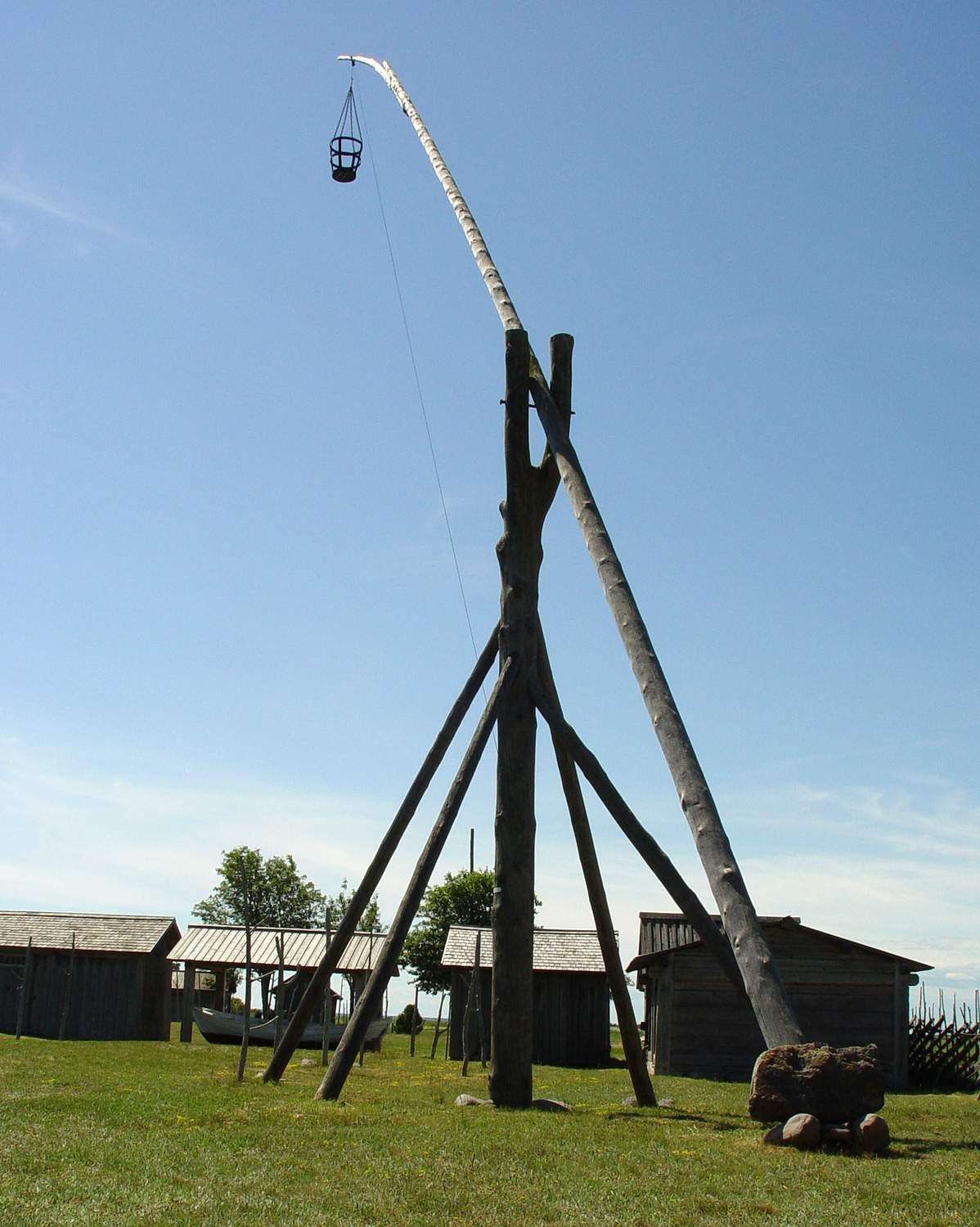
Vippfyr vid hamnen i Kovik på Gotland.

Fyrar omtalas redan i forntiden. På den tiden använde man brinnande eldar på höjder och klippor vid havet eller möjligen, vid en eller annan stor sjöstads hamn, öppna eldar på taket av ett platt torn. Det äldsta kända sjömärket inom svenskt område är annars Falsterbo sjömärke som kanske byggdes redan 1230-talet, men vilket inrättades till vippfyr 1635. Under lång tid gjordes endast ringa framsteg inom fyrväsendet. Så sent som i slutet av 1700-talet nöjde man sig med en öppen stenkolseld i en gryta eller en så kallad fyrpanna på taket av ett torn. Vippfyrar där man eldade i en korg av järn som var monterad i ändan av en stång som i sin tur var fäst i en klyka började användas i Danmark 1627, och 1645 infördes systemet i Sverige genom fyren Nidingen, som vid freden i Brömsebro tillföll Sverige. Under 1600-talet tillkom även Kullen vid Öresund 1635 (svensk 1658). De första svenskbyggda fyrarna blev Landsort 1669, Korsö och Örskär 1687. Vid Örskär anordnades eldning med oljelampor, vilkas ljus förstärktes med polerade stålspeglar.

## Teknisk utveckling
År 1781 konstruerade svensken Johan Norborg för Marstrands fyr ett urverk, som drev fyrapparaten runt, den första anordning av detta slag i världen. År 1795 konstruerade Anders Polheimer förslag till en täckt stenkolsfyr med kraftig lufttillförsel underifrån, och efter Poul Løvenørns förbättring av denna konstruktion infördes senare i Sverige täckta stenkolsfyrar.
År 1822 uppsattes på den franska fyren Cordounan den första linsapparaten, konstruerad av Augustin-Jean Fresnel. De första svenska fyrarna som försågs med linsade apparater var Vinga 1841 och Falsterbo 1843.
Med tiden började man inse möjligheten att använda rovoljelampor i fyrar (på Eddystones ryktbara fyr föredrog man talgljus. För ljusets reflektion använde man kupade metallspeglar av så kallad Stevensonsmodell. 
En epokgörande utveckling var uppfinningen av den argandiska lampan. Den användes ännu vid 1900-talets början vid många fyrar. Den förbättrades genom att flera koncentriska vekar användes, enligt Aragos system, och genom af Carcels pumpverk, som gjorde så att oljan hölls på konstant nivå i brännaren.
Under senare hälften av 1800-talet fick rovoljan lämna rum för fotogenen. En ljusstarkare konstruktion var den så kallade fotogenglödljuslampan (luxljus), med eller utan tryck. Sedan kom det elektriska ljuset, och i början av 1900-talet] började man med framgång använda acetylengas, helst komprimerad och löst i aceton, acetongas.

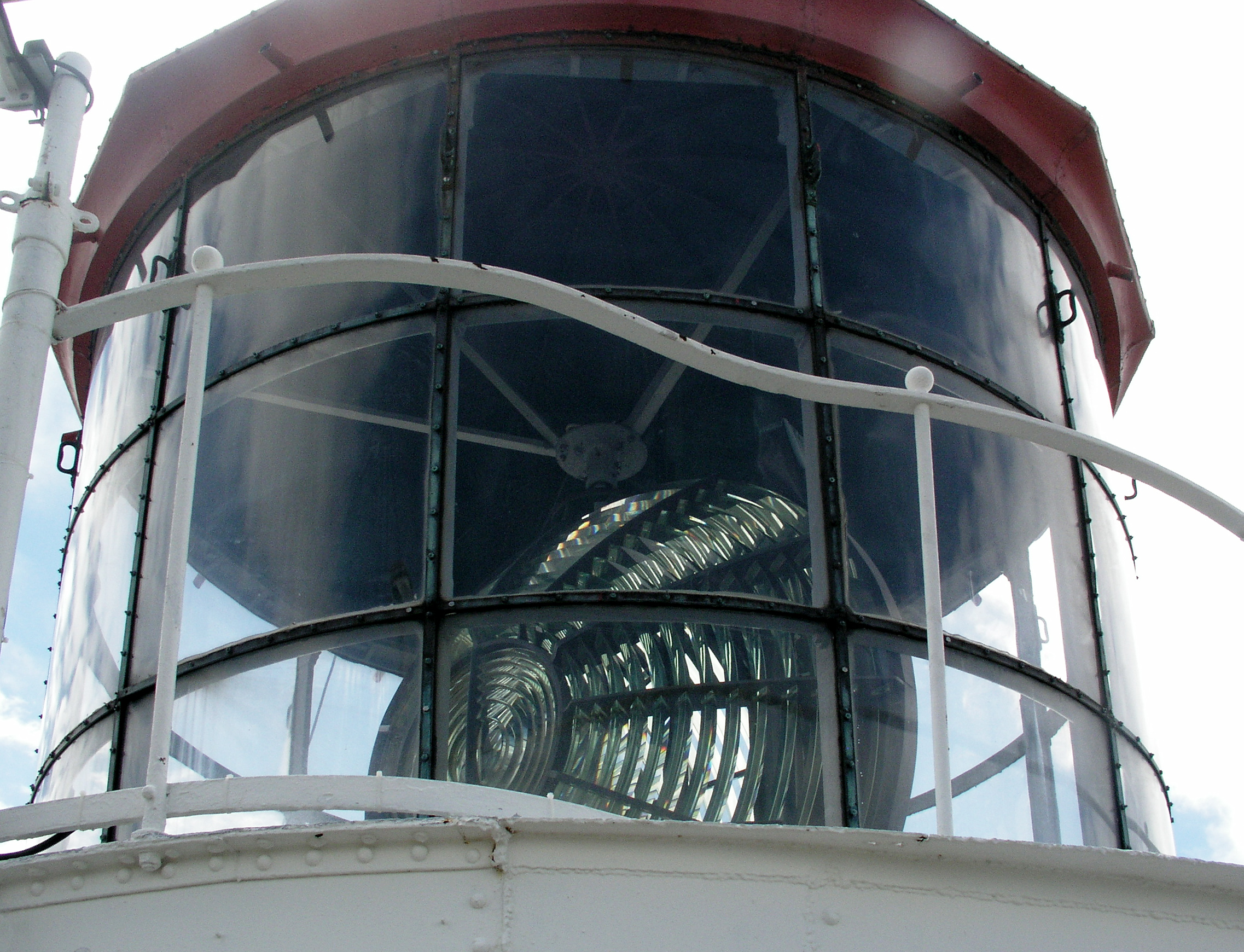
Fresnellinsen på Ölands södra udde.

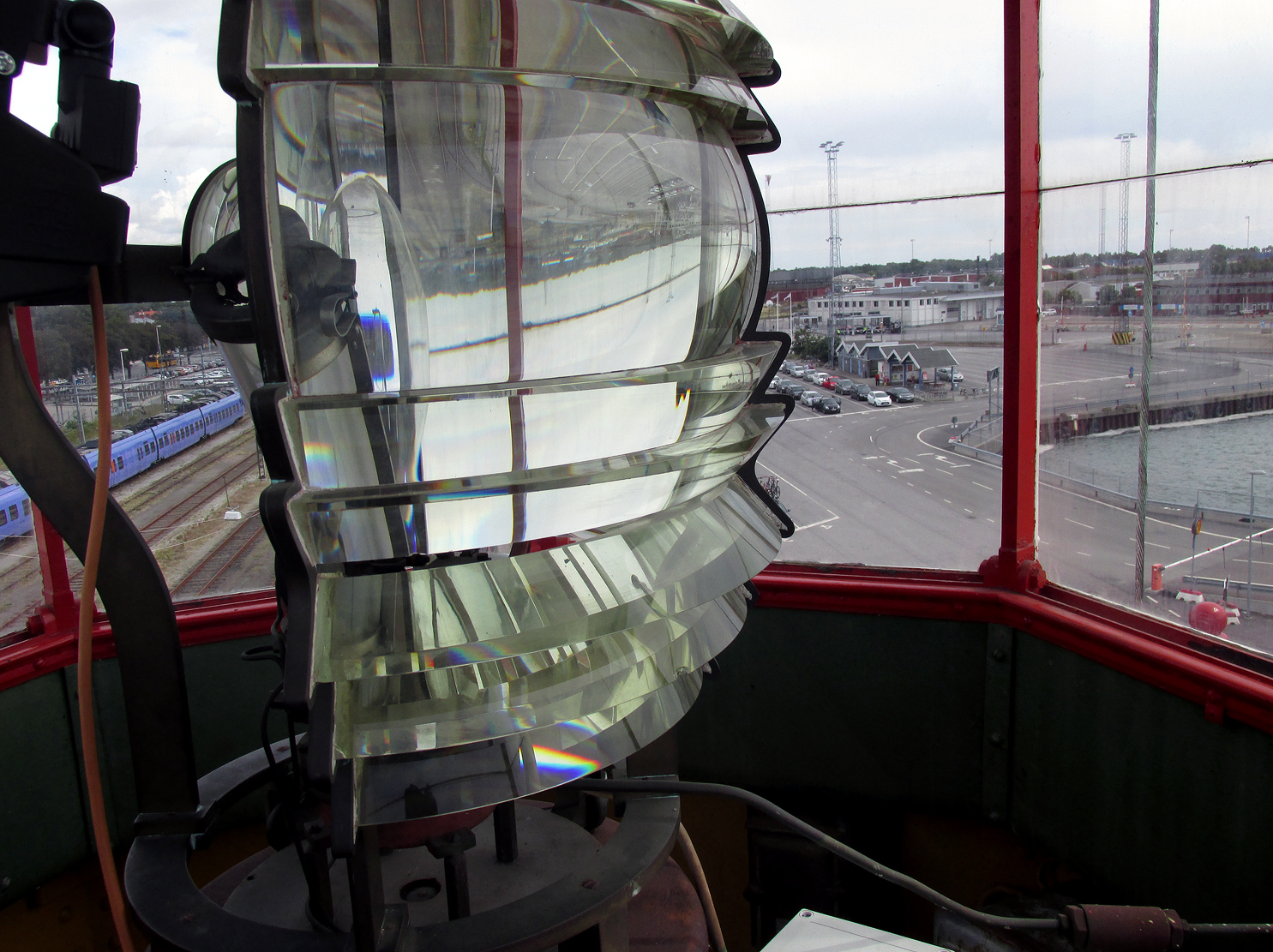
Fresnel-lins i Ystads gamla fyr.

### Fresnel-linsen
Ett stort framsteg inom fyrväsendet var linsapparaten, uppfunnen av fysikern A.J. Fresnel. Denna bestod av en trumma, som omgav fyrlågan. Trumman, som var rund eller mångkantig, var sammansatt av flera fack, som vart och ett innehöll en sektor av en ringformig eller en hel plan lins eller av sammansättningar av bägge.
Över- och undertill fogades så kallade katadioptriska glas, som gjorde så att det ljus som lämnade fyrlågan över eller under huvudapparaten, bröts och reflekterades. Strålarna utgick därför horisontellt och förstärkte skenet från huvudapparaten (fig. 1).
Den första linsapparaten uppsattes 1823 på den franska fyren Cordouan; först 1835 användes en dylik på en engelsk fyr, och från och med 1841 började de svenska fyrarna förses med sådana apparater. Den första fyren i Sverige som fick Fresnel-linser, var Vinga fyr.
Fig. 2 visar en större, roterande linsfyrapparat, sammansatt av omväxlande ringformiga linssektorer och plana linser. Under apparatens rotation omkring fyrlågan visas omväxlande fast sken (genom de ringformiga sektorerna) och starka blinkningar (genom de plana linserna).
Kullens fyr är Sveriges och Skandinaviens ljusstarkaste fyr. Den är försedd med tre roterande Fresnel-linser av första ordningen, vardera med diameter på 2,55 meter. Linsapparaten visas i fig. 3. Fyren ger en blinksignal på omkring 500 000 hefnerljus.

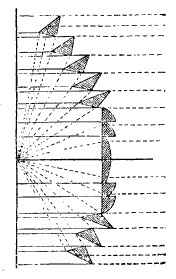
Fig. 1 Fresnellins
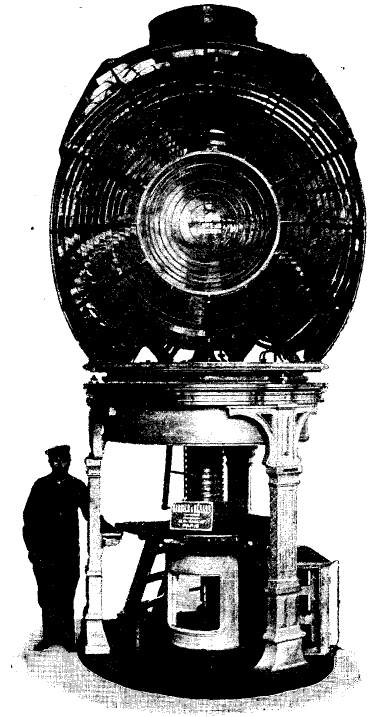
Fig. 2. Linsfyrapparat, Kullens fyr
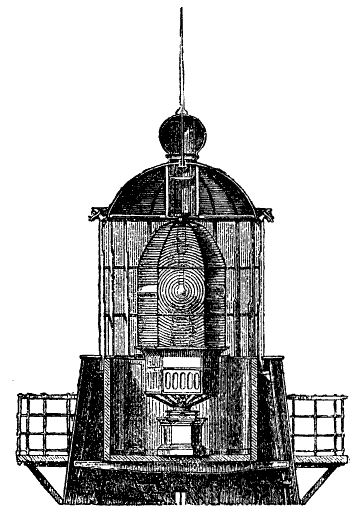
Fig 3. Roterande linsfyrapparat, Kullens fyr

### Klippapparaten

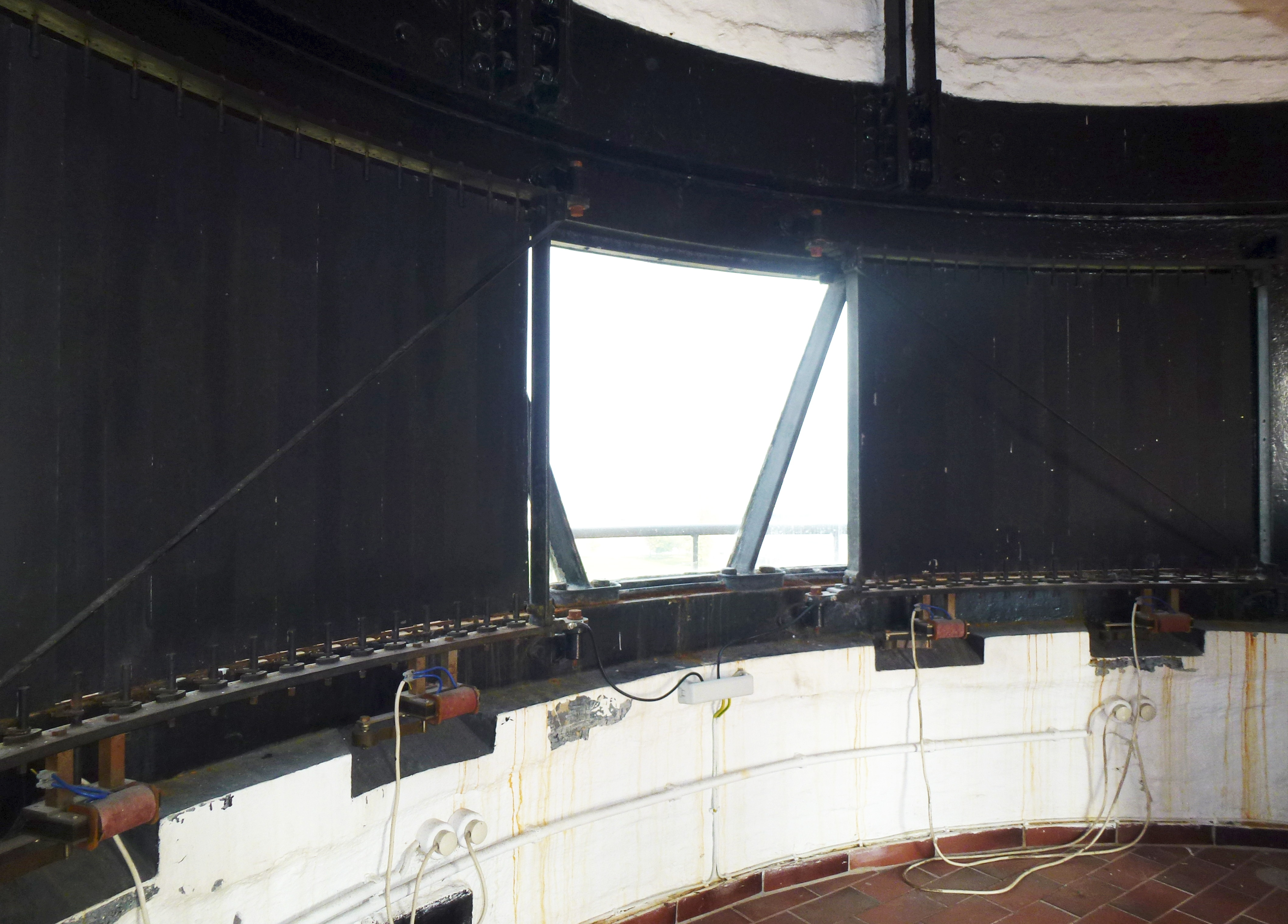
Carl Gustaf von Otters klippapparat i Travemündes gamla fyr.

På en klippapparat sker växlingen av ljus och mörker med hjälp av vertikala persienner eller lameller, som antingen roterar kring sin medellinje (von Otters system) eller kring ljuskällan (ingenjör L. FF. Lindbergs rotator). Carl Gustaf von Otters klippapparat användes första gången i Sverige 1877 och har senare kommit till användning på flera ställen, både vid de svenska kusterna och i Norge och Tyskland.
Genom denna uppfinning kan man från en fyr ge en till tiden ytterst noga begränsad ljussignal av olika beskaffenhet i olika riktningar. Därigenom kan för en seglare, i ett farvatten med mycket grund, noggrant markeras i vilken riktning hon befinner sig från fyren, vilken kurs hon bör styra för att hålla sig i grundfritt farvatten, och så vidare.

### AGA-fyren
En helt ny apparat för blixtljusets framställande uppfanns i början av 1900-talet av den svenske ingenjören Gustaf Dalén. Uppfinningen, den så kallade AGA-fyren, kom till stor användning i utlandet och inom det svenska fyrväsendet och hade särskild betydelse för ledfyrarna. Tekniken möjliggör nämligen, att de med acetylengas brinnande fyrarna kan lysa i månader och år utan tillsyn. För att spara brännmaterial konstruerade Dalén en sinnrik så kallad solventil, med vilken fyrarna automatiskt kunde tändas och släckas vid mörkrets, resp. ljusets inbrott.

## Fyrarnas signaler
Det skulle i hög grad minska fyrarnas betydelse om alla fyrar längs en kust lyste på samma sätt, så att seglaren inte visste vilken fyr som lyste honom till mötes. Av detta skäl har man gett fyrarna olika fyrkaraktärer så att de lätt kan identifieras.
- En fast fyr visar ett oavbrutet sken över hela den del av horisonten som dess lysfält omfattar. Fyrskenet kan vara olika färgat i olika sektorer.
- En blänkfyr visar regelbundet återkommande blinksignaler, vilka skiljs åt genom släckta perioder som är längre än blinkningarna.
- En fast fyr med blänk visar fast sken som efter längre mellanperioder bryts av starkare blinkningar, vilka vanligen föregås och efterföljs av kortare tids släckning.
- En intermittent fyr visar fast sken som plötsligt släcks under kortare tid än skenet varar.
- En växelfyr visar omväxlande vitt och färgat sken.
- En blixtfyr (eller klippfyr) är en blänkfyr vars blink varar kortare tid än 2 sekunder.

## Lysvidd
Lysvidden hos en fyr avgör på vilket avstånd den kan ses i mörker. Ljusvidden motsvarar det största avstånd från fyren på vilket fyrljuset kan iakttas vid en siktbarhet som är likvärdig med en dagsljussikt av 10 nautiska mil. Det finns flera faktorer som påverkar lysvidden, till exempel ljuskällans styrka, höjden på fyren och betraktarens höjd över havet, samt havets och atmosfärens tillstånd. Tre faktorer brukar nämnas som de viktigaste.
Meteorologiska förhållanden. Vädret kan påverka synbarheten i både positiv och negativ riktning. Regn, snö, dimma och låga moln kan försämra synbarheten. Termala skillnader i atmosfären kan å andra sidan fungera som linser, som kan förstärka ljuset, och även göra fyrens ljus synbart när det är nedanför horisonten. Sikten uttrycks i nautiska mil.
Ljuskällans styrka. Ljusstyrkan mäts i candela. Det maximala avståndet på vilket ljuset kan ses vid en sikt dagtid på tio nautiska mil, bestämd utan att ta hänsyn till begränsande faktorer, kallas ljusräckvidd (eng. "luminous range"). Genom att justera den nominella ljusräckvidden enligt sikten kan man beräkna den förväntade ljusräckvidden vid en viss tidpunkt.
Geografisk räckvidd. Den geografiska räckvidden är ofta den mest begränsande för en fyr. Den uppstår på grund av jordytans krökning. Två faktorer begränsar den geografiska räckvidden, nämligen fyrens lyshöjd (fyrtornets höjd + markhöjden) och betraktarens höjd över havet. Om betraktaren befinner sig vid havsytan, får en fyr med 100 meters lyshöjd en geografisk räckvidd på 35,7 km. En fyr med lyshöjd på 200 meter ger en geografisk räckvidd på 50,5 km. Den geografiska räckvidden beräknas av formeln {\displaystyle \scriptstyle {d\,=\,{\sqrt {h(h+2R)}}}}, där d är den geografiska räckvidden, R är jordens radie, och h är lyshöjden (observatören). Formeln kan förenklas till {\displaystyle \scriptstyle {d\,=\,3,6\,{\sqrt {h}}}} med h lyshöjden i meter och d räckvidden i kilometer. Ofta antas betraktarens ögon befinna sig på en höjd av 5 meter eller 15 fot (4,5 meter) när man räknar ut ljusvidd. Det blir då summan av hur långt det är till horisonten från fyren och hur långt betraktaren ser.

## Fyrar i världen

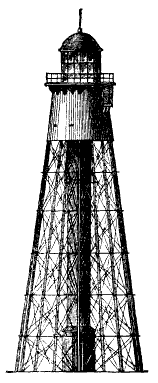
Heidenstam-fyr, modell för den svenska järnfyren.

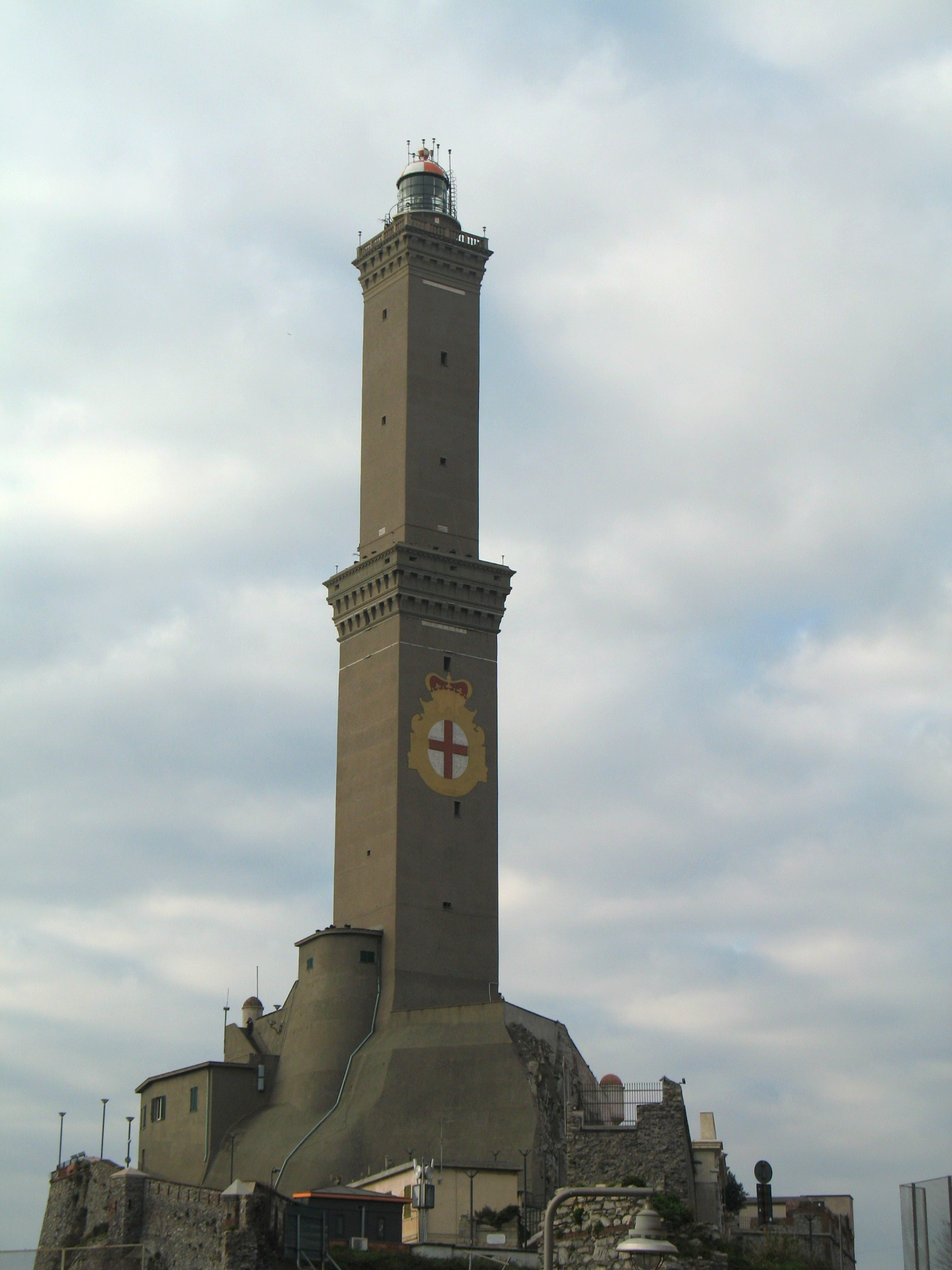
Lanterna di Genova.

Kända fyrar i Europa är Herkulestornet i Spanien, världens äldsta i bruk, från ca år 100 och La Lanterna i Genua, Italien, som är den näst högsta fyren i världen. Andra kända fyrbyggnader finns i Frankrike, där fyrväsendet tidigare ansågs stå högst, Roches Douvres, La Coubre, Cordouan, Canche, Barfleur, Cap de la Hève, Cap de la Hague, Héaux de Bréhat, Belle-Île i Morbihan, Eckmühls och Île Vierge i Bretagne. I Tyskland kan nämnas Bremerhaven, Helgoland och Kap Arkona, i Polen Świnoujście, samt i Finland Bengtskär och Lågskär. I Storbritannien har många fyrar uppförts på undervattensgrund och låga klippor som till exempel Eddystone, Bell Rock och Skerryvore. Vid dylika platser brukade man dock vanligen lägga ut fyrskepp, tills man började bygga kassunfyrar.

### Fyrar i Sverige
De flesta av de svenska fyrarna byggdes i sten, men i Sverige uppfördes under 1860- och 1870-talen ett flertal järntorn. Dessa torn kallas även heidenstamfyrar eller heidenstammare efter konstruktören Gustav von Heidenstam.
Sverige har även varit framstående inom tillverkningen av kassunfyrar. Fyrtypen är byggd för placering i öppet vatten, direkt på eller intill grund.
Idag är alla Sveriges fyrar automatiserade men tidigare fanns ett 90-tal bemannade fyrar.[när?] Länge hölls många fyrar bemannade, delvis för att fyrpersonal om nödvändigt kunde tjänstgöra som räddningspersonal. Förbättringar i navigeringskonst och säkerhet till sjöss, till exempel med radar och GPS har gjort att de bemannade fyrarna kraftigt har minskat i antal.
Fyrplatserna har idag tagits över av bland annat kommunerna och fyrarna har blivit populära utflyktsplatser för turister. Flera fyrar har utsetts till kulturminnen.

## Rekord
Det högsta konventionella fyrtornet i Europa och i världen är Île Vierge, utanför Bretagnes kust, med 82,5 meter. Nordens högsta fyrbyggnader är Dueodde på Bornholm med 47 meters tornhöjd samt Skagens fyr på Jyllands nordspets och Bengtskär med 46 meters tornhöjd. De högsta fyrtornen i Sverige är Ölands södra udde med 41,6 meter, och Ölands Norra Udde med 32 meter, båda på Öland, samt järntornet vid Pite-Rönnskär, 37 meter och betongtornet på Understen, 39 meter.
Den fyr som har högst lyshöjd över havsytan (fyrtornet + markhöjd) i världen är Lover's Leap på Jamaica med 530 meters lyshöjd. Europas högsta lyshöjd har Barra Head Lighthouse på Yttre Hebriderna i Skottland, med 190 meters lyshöjd. Nordens högsta lyshöjd har Stórhöfði fyr på Västmannaöarna utanför Island med 125 meter. I Sverige har Kullens fyr högst lyshöjd med 78,5 meter.
Längst ljusvidd av världens fyrar har möjligen fyren på Tasman Island i delstaten Tasmanien, utanför Australiens kust, med 39 nautiska mil. Europas och möjligen världens ljusstarkaste fyr är Phare du Créac’h belägen på ön Ouessant utanför Bretagnes kust i Frankrike. Den har en lysvidd på 32 nautiska mil. Sveriges ljusstarkaste fyr är Kullens fyr med 4,2 miljoner candela och en lysvidd på 27,5 nautiska mil.
Världens äldsta fyr är Herkulestornet beläget på en halvö cirka 2,4 km från staden La Coruña i Galicien, nordvästra Spanien. Det härstammar från ca år 100 e.Kr. Sveriges äldsta fyrplatser är Kullens fyr från 1561 och Nidingen från 1624. Dessa tillkom emellertid när dessa platser var danska. När Svenskt fyrväsende firade 350-årsjubileum år 1995 tog man Nidingen som utgångspunkt, eftersom den platsen blev svensk i samband med Freden i Brömsebro år 1645. Den första svenskbyggda fyren var emellertid Landsort från 1669. Landsorts fyrtorn från 1687 är också det äldsta fyrtornet som fortfarande är i bruk i Sverige. Därefter följer Örskär från 1739 och Korsö från 1757. Den sistnämnda är dock tagen ur drift.
De största fyrlinserna är de så kallade hyperradiala Fresnel-linserna. De har en fokallängd på 1330 mm och en diameter på 3,7 meter. Den första lins av denna storlek byggdes för South Foreland Lighthouse i England. Andra hyperradiala linser finns i Makapuu-fyren på ön Oahu i Hawaii, Cabo de São Vicente i Portugal, Manora Point i Karachi, Pakistan, den kända Bishop Rock nära Cornwall, England, Cabo de Santa Marta i Brasilien och Cape Race, Newfoundland. De största linserna i svenska fyrar är av typen 1:a ordningens Fresnel-linser, med fokallängden 960 mm och en diameter på 2,58 meter. De återfinns i Kullens fyr och i Hoburg fyr.

## Fyrskepp
En variant av fyrar är fyrskepp. Principen är den att ett skepp utrustas med en fyrapparat och ankras sedan vid grund där det är för svårt att bygga en fast fyr. Fyrskeppet kan även med fördel användas vid hastigt uppkomna grund, till exempel vrak. I Sverige har det totalt funnits 37 fyrskepp men dessa har ersatts av kassunfyrar.

## I kulturen

### Symbol

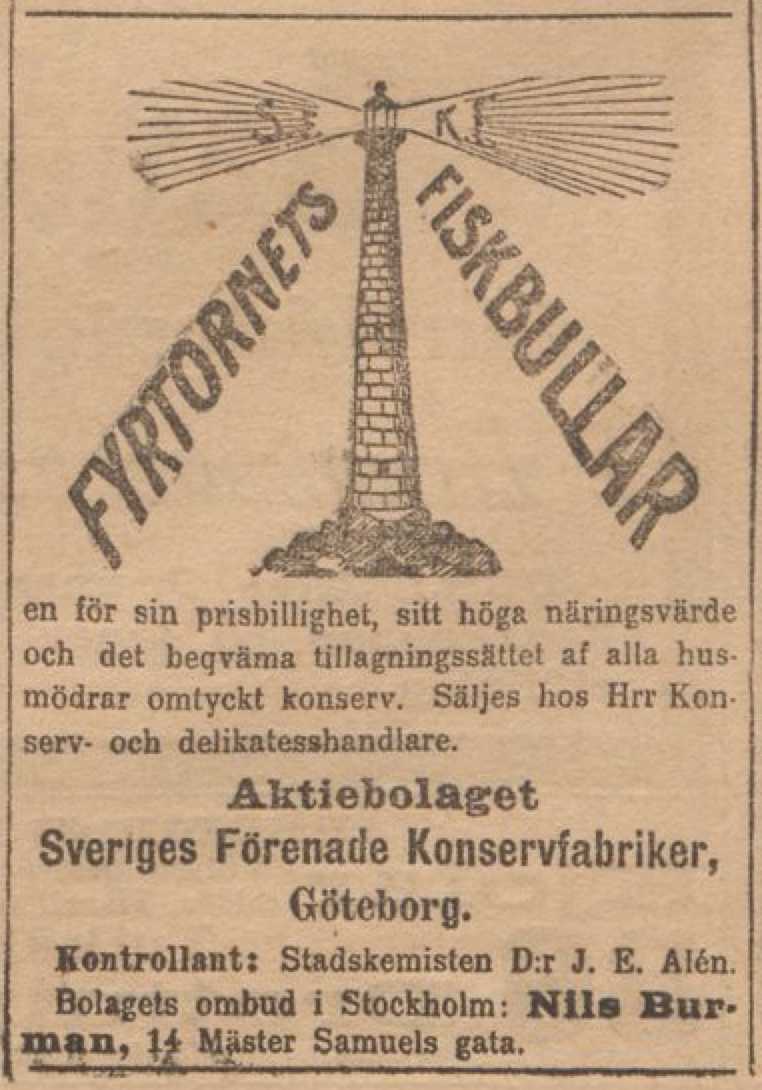
Fyrtornet är en vanlig logotyp, här för företaget Aktiebolaget Sveriges förenade konservfabriker.

Fyrar ansågs förr som urbilden för allmännytta eftersom skepp kunde navigera efter dem utan att betala. På grund av deras funktion som säkerhetsanläggning och ljusspridare har fyren blivit en symbol för säkerhet, vägledning, kunskapsspridning (upplysning) och hopp, och som ljusbringare kan den även ha religiösa övertoner. Eftersom fyren ofta är placerad ensam på en utsatt plats har den också fått symbolisera ensamhet, styrka, ledarskap och beslutsfattande, men även människans kamp mot naturen. För sjömän var självklart fyren extra laddad som symbol och exempelvis skulle en tatuering av en fyr med hemstadens namn ge sjömannen tur på resan.
Fyrtornet som logotyp är vanligt inom marina företag och bland hjälporganisationer. Några organisationer och företag som använder, eller använt fyren som logotyp är filmbolaget Castlerock, Aktiebolaget Sveriges förenade konservfabriker, Miljøfyrtårn (norsk miljö- och rättvisesertifiering), Lighthouse (svensk tvärvetenskaplig plattform för sjöfartsforskning) och en mängd hjälporganisationer som Lighthouse International (amerikansk organisation för blinda), Lighthouse Guild (amerikansk hjälporganisation), Lighthouse Relief (svensk hjälporganisation). 
I och med att tidningen Göteborgs-Posten började tryckas i fyrfärg började de 1988 att presentera Månadens fyr, detta som en utspel av Göteborgshumor. Detta ledde i sin tur till att fyren blev en symbol för tidningen och bland annat delas det i recensioner av film, musik etc ut fyrar - från en överstruken fyr, till fem fyrar.

#### Heraldik
Fyrtorn används som sköldemärke inom heraldik, speciellt för kuststäder.

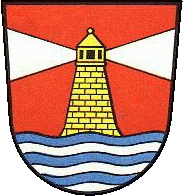
Kreis Südtondern
Pommerby
Bastorf
Borkum
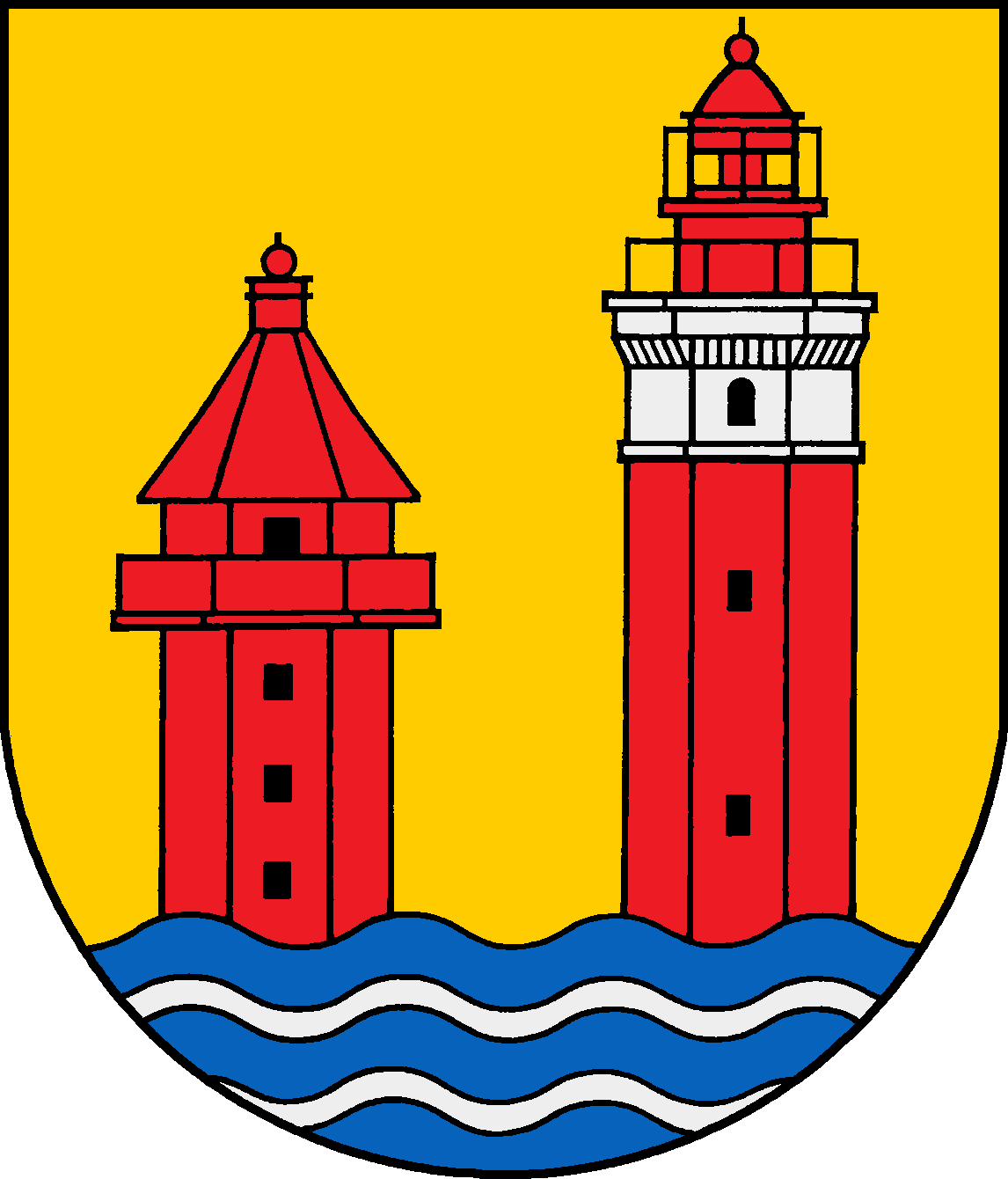
Dahme
Sassnitz vapen sedan 1959

### Litteratur, konst och film

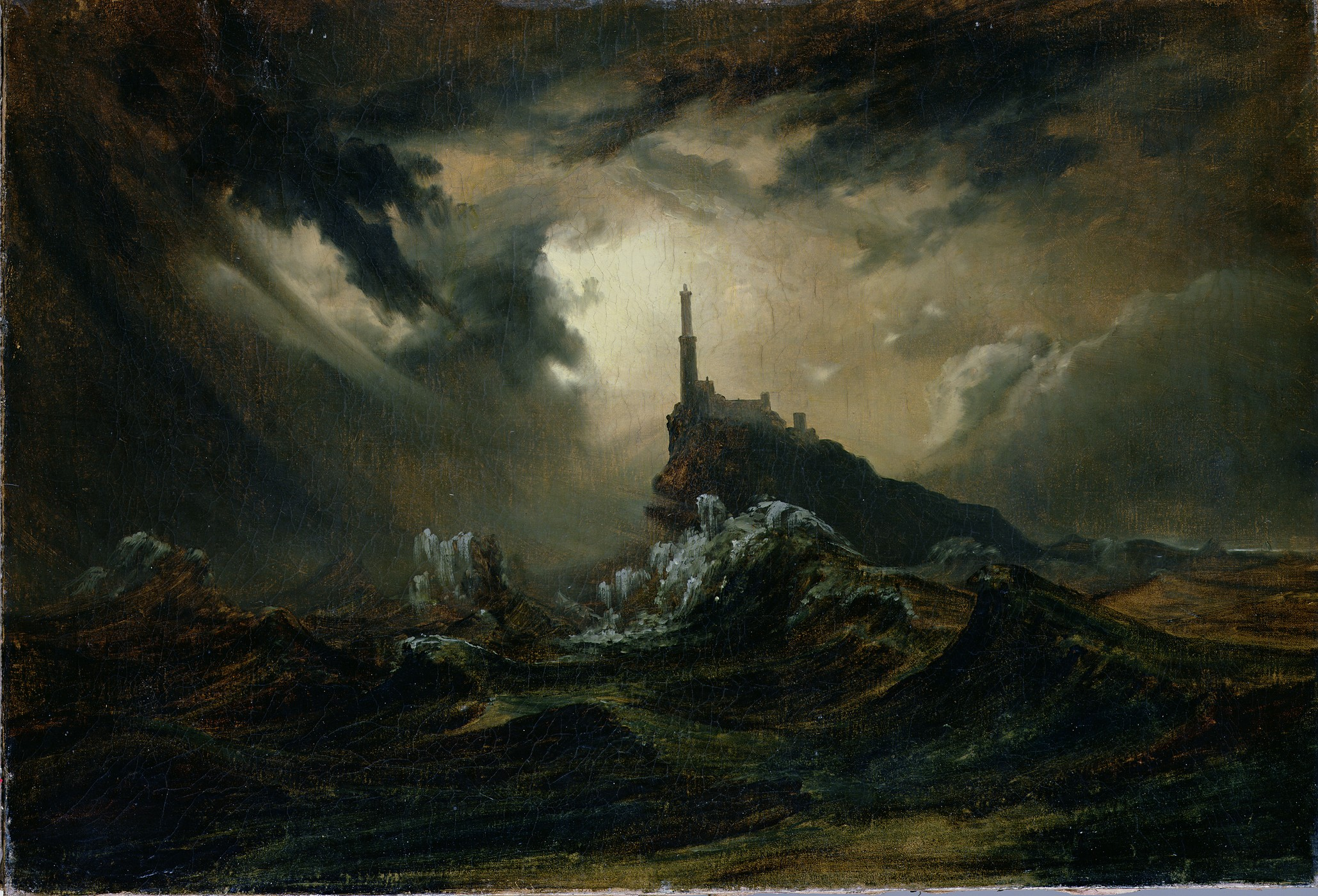
Carl Blechens Stürmische See mit Leuchtturm, cirka 1826 är ett typiskt exempel på en romantisk målning med fyrtorn i storm.